# 千島醬

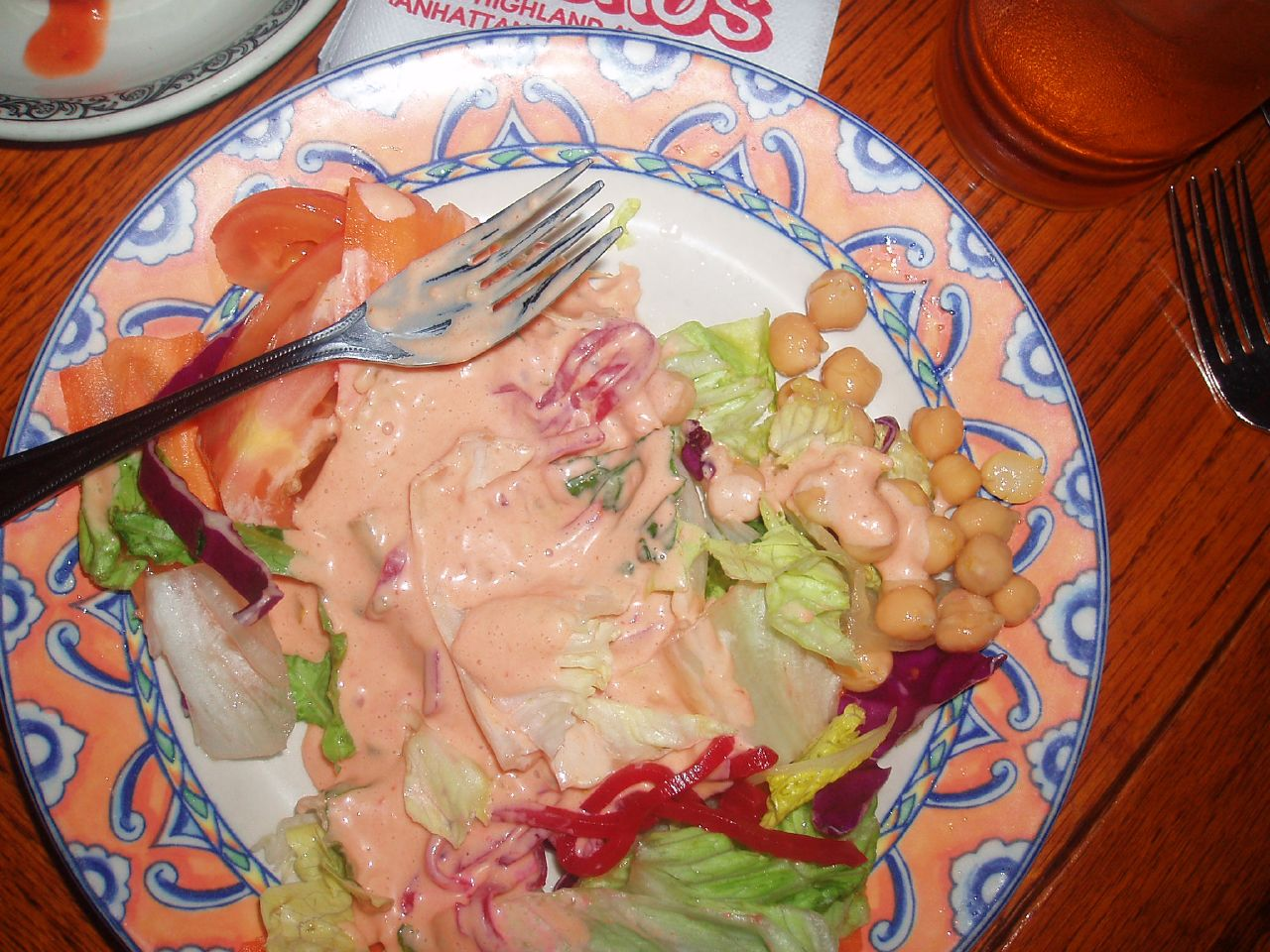
沙拉上面的千島醬

千島醬（英語：Thousand Island dressing）是一種調味料，由雷莫拉醬（remoulade）演變而來。千島醬的原料主要是美乃滋，可與橄欖油、檸檬汁、橙汁、辣椒粉、辣醬油、芥末醬、醋、奶油、辣椒醬、番茄糊（tomato puree）、番茄醬或塔巴斯科辣椒醬等一起調和。另外，千島醬亦可加入剁碎的原料，如醃黃瓜、洋蔥、菜椒、綠橄欖、水煮蛋、香芹、西班牙甜椒（pimento）、蝦夷蔥、蒜或堅果（核桃或栗子）。

## 起源

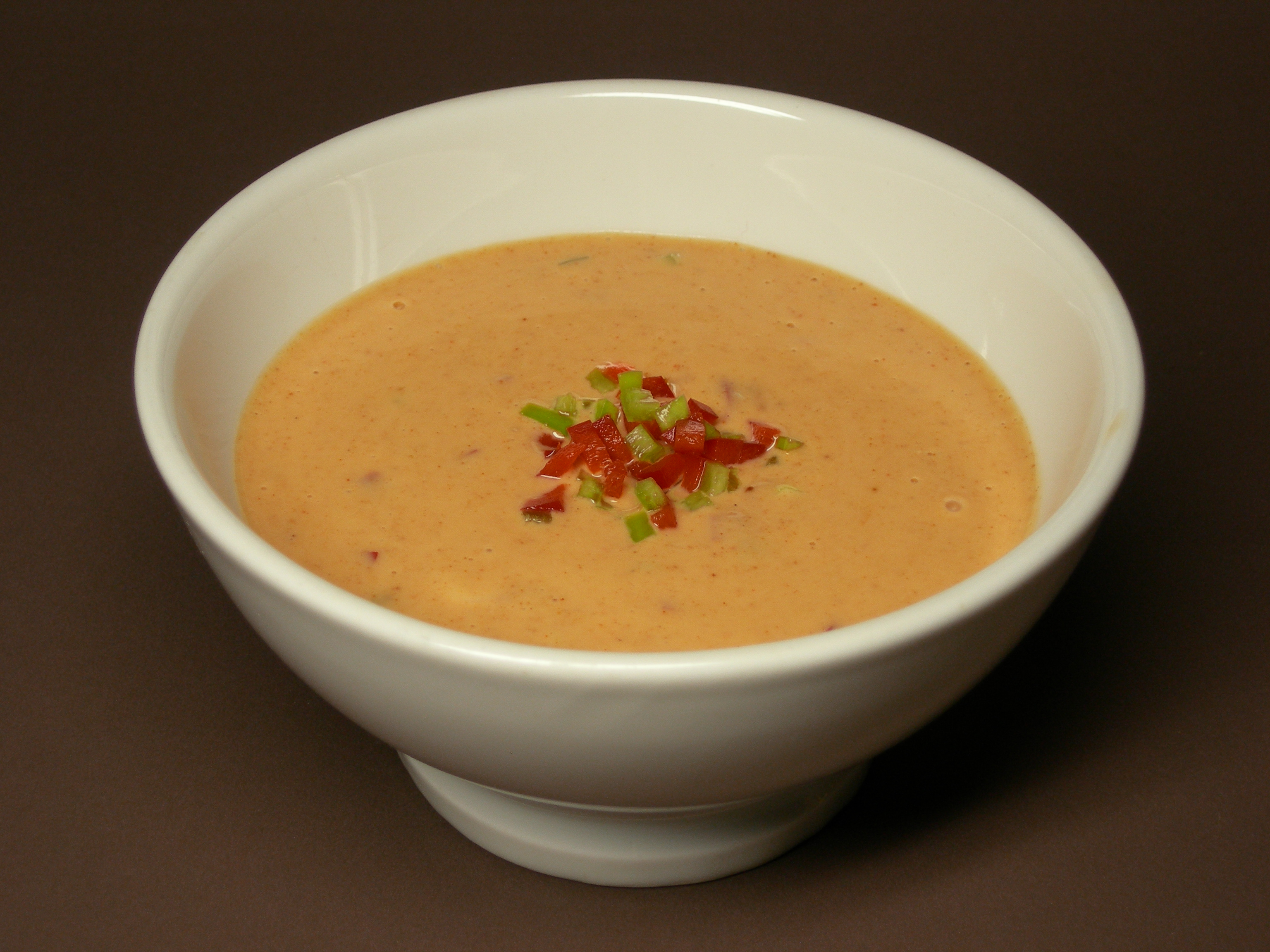
做為沾醬的千島醬

千島醬首次出現在1900年的一本食譜裡，當時在紐奧良一帶非常受歡迎。
根據《The Oxford Companion of Food and Drink》，千島醬的名稱推測起源於美國和加拿大間聖羅倫斯河上的千島群島，當地常耳聞的說法是，一位釣魚嚮導的妻子 Sophia LaLonde 做了千島醬當做丈夫 George 在岸邊吃晚餐的調味料。一名加拿大女演員May Irwin嘗過千島醬之後，拿到了製作方法，接著把作法給了另一位居住在千島群島的暑期度假居民George Charles Boldt Sr.。Boldt經營華道夫-阿斯多里亞酒店，並把千島醬列入菜單內。1959年《國家地理雜誌》一篇報導中指出，千島醬據說是 Boldt 的主廚發明的。

## 食用方法
1950年代時，千島醬是三明治和沙拉相當基本的調味料，常使用在美國的速食餐廳，有時也當做魯賓三明治的醬料。麥當勞大麥克漢堡所使用的醬料就是由千島醬衍生的。